# SDSS J163239.34+415004.3
SDSS J163239.34+415004.3 ist ein Brauner Zwerg im Sternbild Hercules. Seine spektrale Klassifikation ist unsicher und wird auf T1 geschätzt.